# Drewno bielaste
Drewno bielaste, biel (ang. sapwood) – rodzaj drewna, które w  pniu drzewa przewodzi wodę z solami mineralnymi oraz gromadzi substancje zapasowe. W młodych gałęziach i pniach wszystkie komórki ksylemu pełnią funkcje przewodzącą. W starszych pniach część drewna przekształca się w  drewno twardzielowe. Wskutek zaimpregnowania ścian komórkowych substancjami twardzielowymi (żywicami,  gumami, garbnikami) i zamknięcia dróg przewodzenia przez wcistki, drewno przestaje pełnić funkcję przewodzącą i magazynującą.
Biel jest najlepiej widoczny na obwodzie przekroju poprzecznego pnia, jako strefa jaśniej zabarwionych słojów rocznych (u drzew wytwarzających twardziel). 
U gatunków twardzielowych może wystąpić – pod wpływem grzybów, mrozu lub innych czynników – biel wewnętrzny, uznawany za wadę drewna.

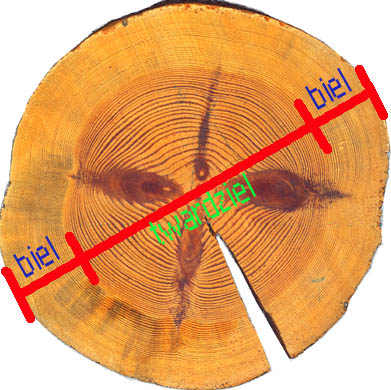
Biel i twardziel u sosny
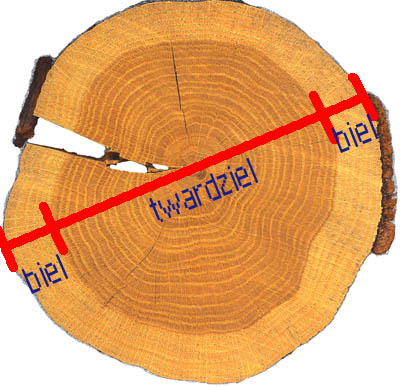
Biel i twardziel u dębu
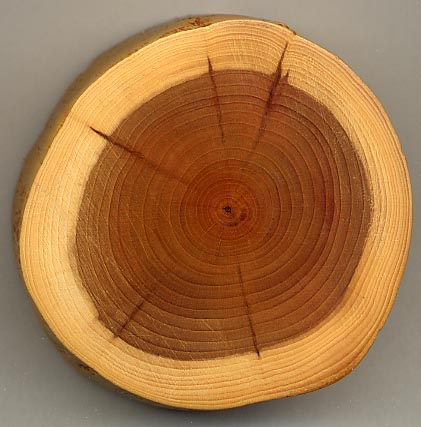
Biel i twardziel u cisa